# Plumipalpiella martini
Plumipalpiella là một chi bướm đêm thuộc họ Crambidae. Chi này chỉ gồm một loài Plumipalpiella martini, thường thấy ở Bắc Mỹ.